# ロテルブール
ロテルブール（フランス語：Lauterbourg, 標準ドイツ語：Lauterburg（ラウターブルク）, アレマン語（アルザス語）：Lüterburi（リューターブーリ））は、フランスのグラン・テスト地域圏のバ＝ラン県に属するコミューンである。
ドイツとの国境に接しており、フランス本土の最東端にあたる。

## 地理
南東を流れるライン川に接している。集落の北側にローター川が流れている。

## 交通
ストラスブールと、ドイツ領のde:Wörth am Rheinとを結ぶ鉄道が走っており、
フランス国鉄の駅がある。中心街は駅から北西方向に坂を上ったところにある。